# Кадагишвили, Иосиф Иванович
Иосиф Иванович Кадагишвили (1913 год, село Шрома, Сигнахский уезд, Тифлисская губерния, Российская империя — дата смерти неизвестна, село Шрома, Лагодехский район, Грузинская ССР) — звеньевой колхоза имени Тельмана Лагодехского района Грузинской ССР. Герой Социалистического Труда (1949).

## Биография
Родился в 1913 году в крестьянской семье в одном из сельских населённых пунктов Сигнахского уезда (сегодня — Лагодехский муниципалитет). Обучался в местной начальной школе, по окончании которой трудился в частном сельском хозяйстве.
В 1941 году был призван в Красную Армию по мобилизации. Воевал в составе 63-й стрелковой дивизии 44-й армии. Участвовал в оборонительных боях за Крым. В мае 1942 года попал в плен. После освобождения из плена возвратился на родину, где стал трудиться рядовым колхозником, звеньевым табаководческого звена в колхозе имени Тельмана Лагодехского района, председателем которого был Георгий Виссарионович Натрошвили.
В 1948 году табаководческое звено под руководством Иосифа Кадагишвили собрало в среднем с каждого гектара по 31,1 центнеров табака сорта «Трапезонд» на участке площадью 3 гектара. Указом Президиума Верховного Совета СССР от 3 мая 1949 года удостоен звания Героя Социалистического Труда «за получение высоких урожаев кукурузы и табака в 1948 году» с вручением ордена Ленина и золотой медали «Серп и Молот».
Этим же Указом звание Героя Социалистического Труда получили также труженики колхоза бригадир Степан Иванович Бесашвили, звеньевые Мариам Сергеевна Гошадзе и Антонина Васильевна Ломидзе.
За выдающиеся трудовые результаты по итогам 1949 года был награждён вторым орденом Ленина.
После выхода на пенсию проживал в родном селе Шрома Лагодехского района. Дата смерти не установлена (после 1985 года). 
Награды
- Герой Социалистического Труда (03.05.1949)
- Орден Ленина — дважды (03.05.1949; 03.07.1950)
- Орден Отечественной войны 2-й степени (11.03.1985)